# Sleater-Kinney
Le Sleater-Kinney sono una band alternative rock statunitense, formatasi nel 1994 a Olympia, nello stato di Washington. Le componenti sono Corin Tucker (voce e chitarra), Carrie Brownstein (voce e chitarra) e Janet Weiss (voce e batteria). Il loro nome deriva dall'omonima strada che attraversa il quartiere di Lacey della città.
ll gruppo nasce dalle ceneri del movimento delle riot grrrl, attivo ad Olympia nei primi anni novanta. Le due fondatrici, Corin Tucker e Carrie Brownstein provenivano infatti da gruppi, rispettivamente Heavens to Betsy e Excuse 17, che si rifacevano alle tematiche femministe e di liberazione dell'identità sessuale tipiche di quel movimento. Nella loro carriera ventennale, nonostante abbiano ricevuto un limitato riscontro commerciale, si sono comunque avvalse dell'unanime plauso della critica specializzata, divenendo una delle band più acclamate e di culto della loro generazione. Diverse riviste e autorevoli critici musicali (tra cui Robert Christgau e Greil Marcus) le hanno elogiate come la migliore band statunitense degli ultimi tempi.

## Storia
Corin Tucker e Carrie Brownstein si incontrano per la prima volta nel 1992 ma la formazione si completa solo alla fine del 1994 quando Lora MacFarlane (ex-Sea Hags) si unisce al gruppo come batterista permanente, dopo una serie di batteristi provvisori, come Tony Gogin e Misty Farrell. Nel 1997 la formazione assume l'attuale struttura con l'ingresso di Janet Weiss al posto di Lora MacFarlane. Dal giugno 2006, dopo un annuncio apparso sul loro Sito ufficiale, la band è inattiva.

## Stile

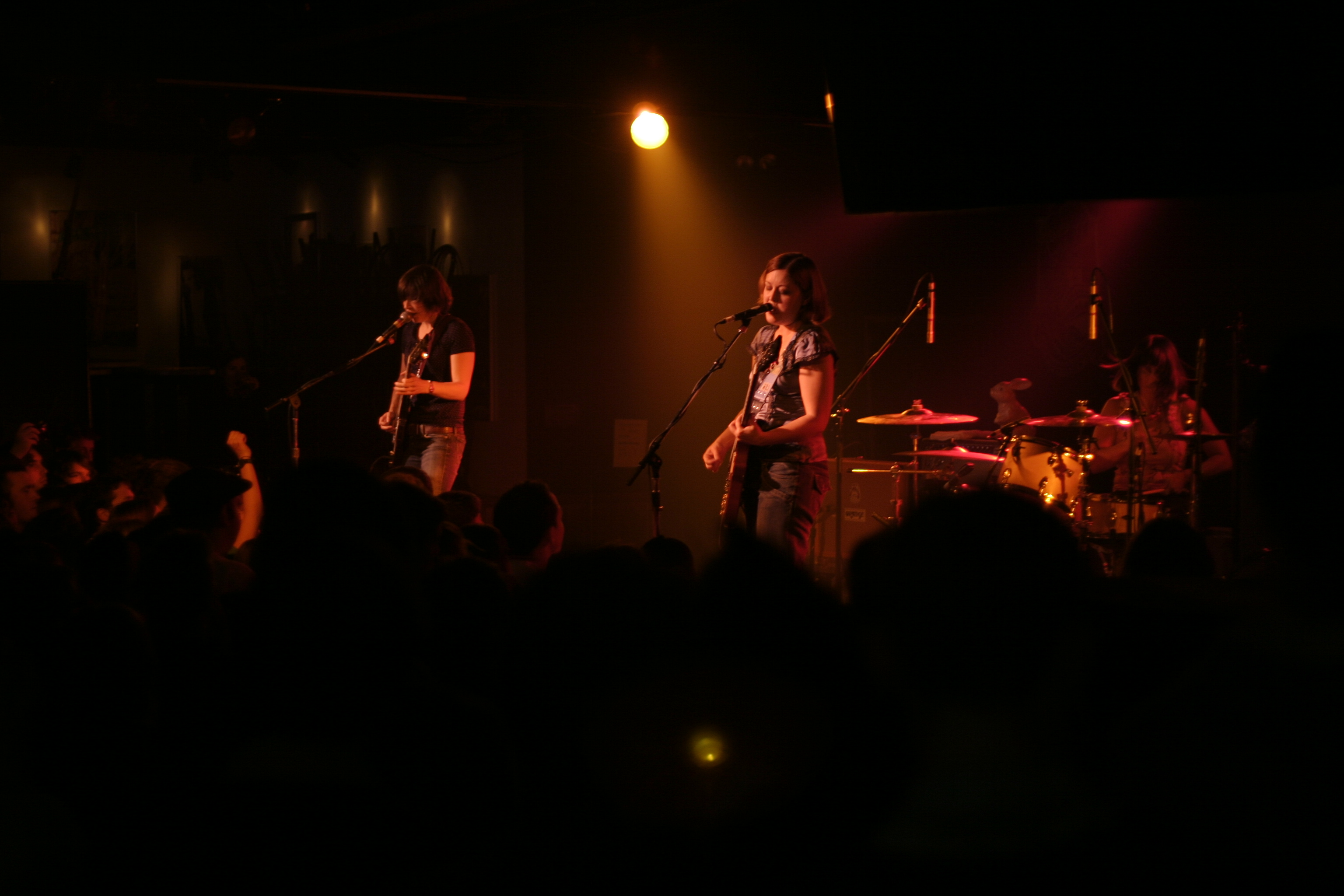
Il gruppo in concerto nel 2005

Lo stile delle Sleater-Kinney viene generalmente classificato sotto le voci di riot grrrl, rock alternativo e indie rock. In realtà la band ha saputo trarre spunti da una vastissima varietà di influenze, anche da gruppi degli anni sessanta come gli Who, o dai Television degli anni settanta, fino ai Sonic Youth. Si può asserire che del movimento Riot-Grrrl in realtà le Sleater-Kinney abbiano preso in realtà solamente i temi politici, mentre musicalmente abbiano elaborato uno stile del tutto proprio, non rimandabile ad alcuna esperienza precedente.
Dopo il primo album omonimo, edito dalla Chainsaw, nel 1995, in cui la band si muove entro le coordinate di un punk-rock femminista più o meno "classico", riconducibile alle Bikini Kill, a partire dal successivo Call the Doctor il trio elabora uno stile strumentale molto scarno, ma assai preciso, su cui si innesta un contrappunto vocale formato da due differenti linee di canto, e in cui si intrecciano a volte anche complesse elaborazioni armonico/tematiche, quasi come se si trattasse di due canzoni fuse in una. La mancanza del basso viene compensata con una particolare accordatura delle chitarre, abbassate di una terza minore (così che la prima corda vuota suona in Do diesis).
Con Dig Me Out del 1997, l'ingresso di Janet Weiss ed il contestuale passaggio alla Kill Rock Stars sempre di Olympia, lo sviluppo di questa particolare concezione di scrittura matura in pezzi come la title track, Words and Guitar, One More Hour, It's Enough. L'album conferisce al gruppo una notorietà che travalica per la prima volta i confini dell'indie-rock, giornali come Rolling-Stone, Spin, concedono loro ampio spazio, il noto critico Greil Marcus arriva a definirle la rock-band più importante degli Stati Uniti.
I temi trattati da Dig Me Out ("disseppelliscimi") provengono dalle più intime esperienze individuali dei membri della band, sono pieni di amore, rabbia e rancore, e connotati in generale dall'ansia tutta urlata per la propria identità snaturata, improvvisamente posta sotto i riflettori.
Il successivo The Hot Rock del 1999 si colloca invece in una prospettiva assai più tenue, quasi impressionistica. È il loro album musicalmente più sperimentale e più strutturato. La scrittura dei pezzi rivela delle complesse trame accordali, melodiche e ritmiche, come nella stessa Hot Rock, in Banned from the End of the World, Get Up, Burn, Don't Freeze. La compattezza dei primi dischi sembra lontana, o perduta: come il White Album per i Beatles il disco rivela il senso di una crisi, che riesce a comunicarsi alla sua stessa sostanza musicale.
All Hands on the Bad One del 2000 propone un panorama sonoro e tematico del tutto diverso: la band sembra guardare ad una forma-canzone più canonicamente orientata al pop ed alla ballata. L'album è più svagato e leggero rispetto al precedente, ma non è un cedimento al commerciale, esprime bensì una sonorità più estrovertita. La band tratta temi politicamente sensibili come gli abusi sessuali (#1 must have), la televisione (Was It a Lie), pur in un ambito di forte tensione emotiva e sonora.
Il successivo, One Beat del 2002 si muove sulla stessa linea, pur con qualche concessione allo stereotipato. Ad ottimi pezzi rock come Combat Rock", od Oxygen si affiancano pezzi più discutibili, venati da una certa, inusitata, carica commerciale, e da un eclettismo di grana un poco grezza, come nel Rhythm and blues di Step Aside, o nel Blues di Funeral Song.
L'ultimo The Woods del 2005, esce per la Sub Pop Records di Seattle, ed appare in primo luogo come un tentativo di svoltare da ciò che stava pericolosamente degenerando in prassi. È un album oscuro, pieno di un'emotività che i due precedenti lavori sembravano trattenere. Per la prima volta le Sleater-Kinney escono dalla scrittura netta e coincisa che le aveva caratterizzate, per la prima volta le chitarre escono dallo stile obbligato, per affacciarsi nel campo dell'improvvisazione. Ci sono pezzi, come The Fox, o Jumpers, che riportano allo stile di The Hot Rock, altri invece appaiono del tutto nuovi, improntati ad una forma semi-aperta, o sul punto di sfaldarsi in un urlo, o quasi in un pianto, come What's Mine Is Yours.
Con quest'album le Sleater-Kinney avrebbero probabilmente iniziato una nuova fase stilistica se non fosse arrivato l'annuncio, nel giugno del 2006, di una pausa a tempo indeterminato con l'ultima apparizione pubblica il 4 agosto al festival Lollapalooza.
Il 20 gennaio 2015 è prevista la pubblicazione del nuovo album della band, dal nome "No cities to love". L'album, ha detto Tucker, "parla del potere insito nelle relazioni. Di come la vita degli individui sia influenzata dall'economia, dalla politica, dalle persone con cui si relazionano. Allo stesso tempo, c'è l'idea che unirsi ad altri individui sia l'unico modo per contare".

## Formazione

### Ultima formazione
- Corin Tucker - voce, chitarra
- Carrie Brownstein – voce, chitarra
- Janet Weiss - batteria

### Ex componenti
- Lora McFarlane - batteria
- Toni Gogin - batteria
- Misty Farrell - batteria

## Discografia

### Album in studio
- 1995 – Sleater-Kinney
- 1996 – Call the Doctor
- 1997 – Dig Me Out
- 1999 – The Hot Rock
- 2000 – All Hands on the Bad One
- 2002 – One Beat
- 2005 – The Woods
- 2015 – No Cities to Love
- 2019 - The Center Won't Hold
- 2021 - Path of Wellness
- 2024 - Little Rope

### Singoli
| Anno | Titolo                      | Etichetta               |
| ---- | --------------------------- | ----------------------- |
| 1994 | You Ain't It/Surf Song      | Villa Villakula Records |
| 1997 | One More Hour               | Matador Records         |
| 1997 | Little Babies               | Matador Records         |
| 1997 | A Quarter To Three          | Matador Records         |
| 1998 | Big Big Lights              | Candy Ass Records       |
| 1999 | Get Up                      | Kill Rock Stars         |
| 2000 | You're No Rock 'n' Roll Fun | Kill Rock Stars         |
| 2005 | Entertain                   | Sub Pop                 |
| 2005 | Jumpers                     | Sub Pop                 |

### Video musicali
| Anno | Titolo                      | Regista        |
| ---- | --------------------------- | -------------- |
| 1999 | Get Up                      | Miranda July   |
| 2000 | You're No Rock 'n' Roll Fun | Brett Vapnek   |
| 2005 | Entertain                   | Molly & Mariah |
| 2005 | Jumpers                     | Matt McCormick |

### Partecipazioni in raccolte
| Titolo                     | Brano                                                                  | Etichetta               |
| -------------------------- | ---------------------------------------------------------------------- | ----------------------- |
| Calling All Kings & Queens | Ballad of a Ladyman (live, 2001)                                       | Mr. Lady Records        |
| Rock Against Bush Vol. 2   | Off with Your Head                                                     | Fat Wreck Chords        |
| Move into Villa Villakula  | War Not Peace, You ain't it, Write me back fucker, More than a feeling | Villa Villakula Records |